# Antikensammlung des Martin von Wagner Museums

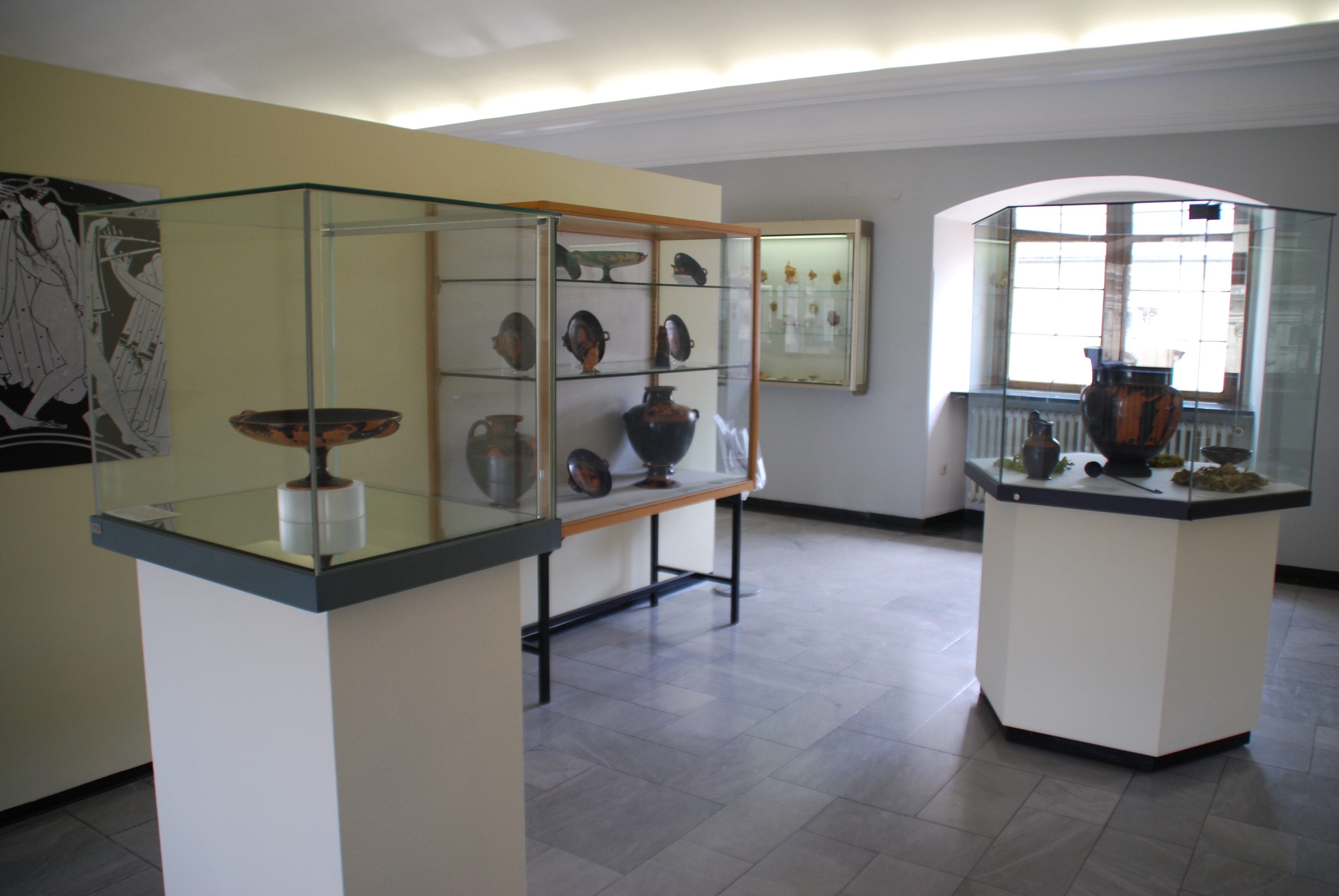
Blick in die Sammlung (2010)

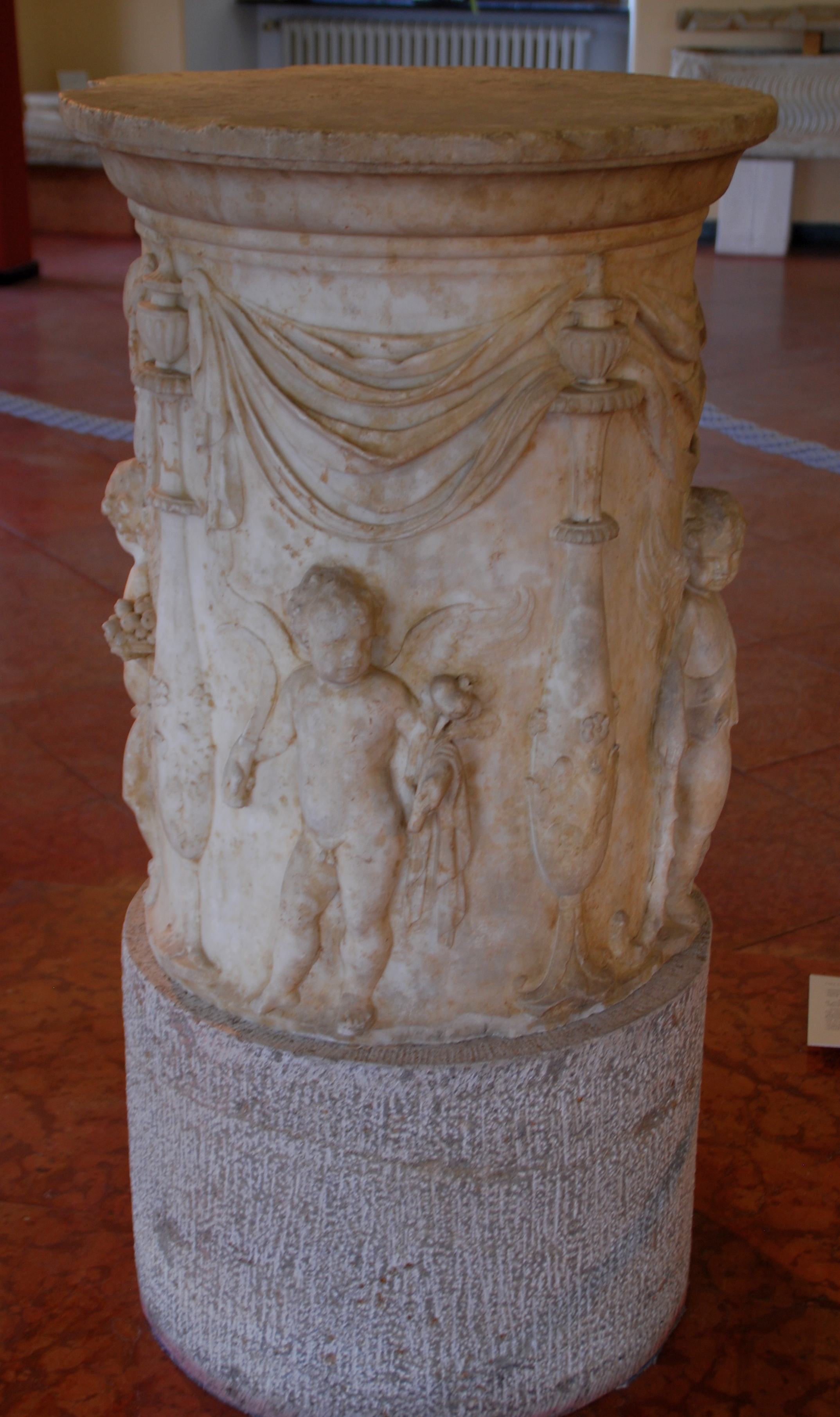
Der Würzburger Vierjahreszeitenaltar, eines der Prunkstücke der Sammlung.

Die Antikensammlung des Martin von Wagner Museums ist neben der Gemälde- sowie der Graphiksammlung, die zusammen eine Abteilung bilden, eine der drei Teilsammlungen sowie eine der beiden Abteilungen des Martin von Wagner Museums im Südflügel der Würzburger Residenz. Die öffentlich zugängliche Sammlung ist zugleich universitäre Lehr- und Forschungssammlung und wurde bis 2014 traditionell in Verbindung mit dem Lehrstuhl für Klassische Archäologie der Universität Würzburg betreut.
Die Sammlung ist die größte ihrer Art in Deutschland. Sie hat wie alle universitären Antikensammlungen einen Schwerpunkt auf der Keramik und beherbergt hier mit mehr als 5000 Stücken die drittgrößte Kollektion in Deutschland. Viele dieser Stücke sind von internationaler Bedeutung und erheben die Sammlung in den Rang eines Museums von Weltrang. Neben Werken der Klassischen Antike werden auch Arbeiten anderer Hochkulturen des Altertums, vor allem Altägyptens und Altvorderasiens, aber auch aus Prähistorischer Zeit gesammelt und gezeigt.

## Status
Die Antikensammlung ist Teil des Martin von Wagner Museums und hat mit Jochen Griesbach wie auch die Neuere Abteilung mit Damian Dombrowski einen eigenen Direktor. Auch die Verwaltung und Restaurierung haben eigenes Personal, einzig ein zusätzlicher Kurator sowie eine Fotodesignerin fehlen der Antikensammlung im Vergleich. Beide Abteilungen sind zu unterschiedlichen Zeiten zugänglich, somit werden Personalmittel bei der Aufsicht gespart. Dem aus acht Personen bestehenden Beirat gehören mit dem Lehrstuhlinhaber für Klassische Archäologie in Würzburg, Matthias Steinhart, sowie dem Ägyptologen Martin Stadler zwei Würzburger Altertumswissenschaftler sowie mit Katja Lembke und Martin Maischberger zwei externe Klassische Archäologen an.
Bis 2014 war das Direktorat der Antikensammlung – zunächst sogar das Direktorenamt der Gesamtsammlung – traditionell mit der Besetzung des Lehrstuhls für Klassische Archäologie verbunden. 2014 wurde diese Verbindung getrennt und Jochen Griesbach, bis dahin Kustos der Sammlung, wurde Direktor, während Matthias Steinhart als Lehrstuhlinhaber nun dem Museumsbeirat angehört.

## Geschichte
Den Grundstock zur Sammlung trug wie auch für die Neuzeitliche Abteilung der Maler und Königlich-Bayerische Kunstagent in Rom Johann Martin von Wagner zusammen. Während seiner Tätigkeit als Einkäufer für die Staatliche Antikensammlungen und Glyptothek trug Wagner auch eine eigene Kunstsammlung, darunter viele Antiken, die im 19. Jahrhundert als mustergültig galten, zusammen. Testamentarisch vermachte er seine Kollektion der Universität unter der Voraussetzung, dass diese für die Unterbringung, Aufstellung und eine für alle uneingeschränkte Zugänglichkeit Sorge zu tragen habe. Zudem drückte Wagner die Hoffnung aus, dass seine Stiftung Vorbild für weitere Schenkungen sein würde und das Museum somit weiter wachsen möge. Auf Vermittlung des Universitätsbibliothekars Anton Ruland, der zu Wagner nach Rom gesandt wurde, machte dieser die Universität zum Generalerben und hinterließ ihr auch sein Vermögen, das als Stiftungskapital für Unterhalt und Erweiterung des Museums eingesetzt wurde. Nach Wagners Tod holte Franz Hettinger die Sammlung 1859 aus Rom nach Würzburg. Wohl bedeutendstes Stück in Wagners Sammlung ist ein Kentaurenkopf, Bruchstück eines Reliefs, das sich später als Teil des Parthenon-Frieses von der Akropolis herausstellte.

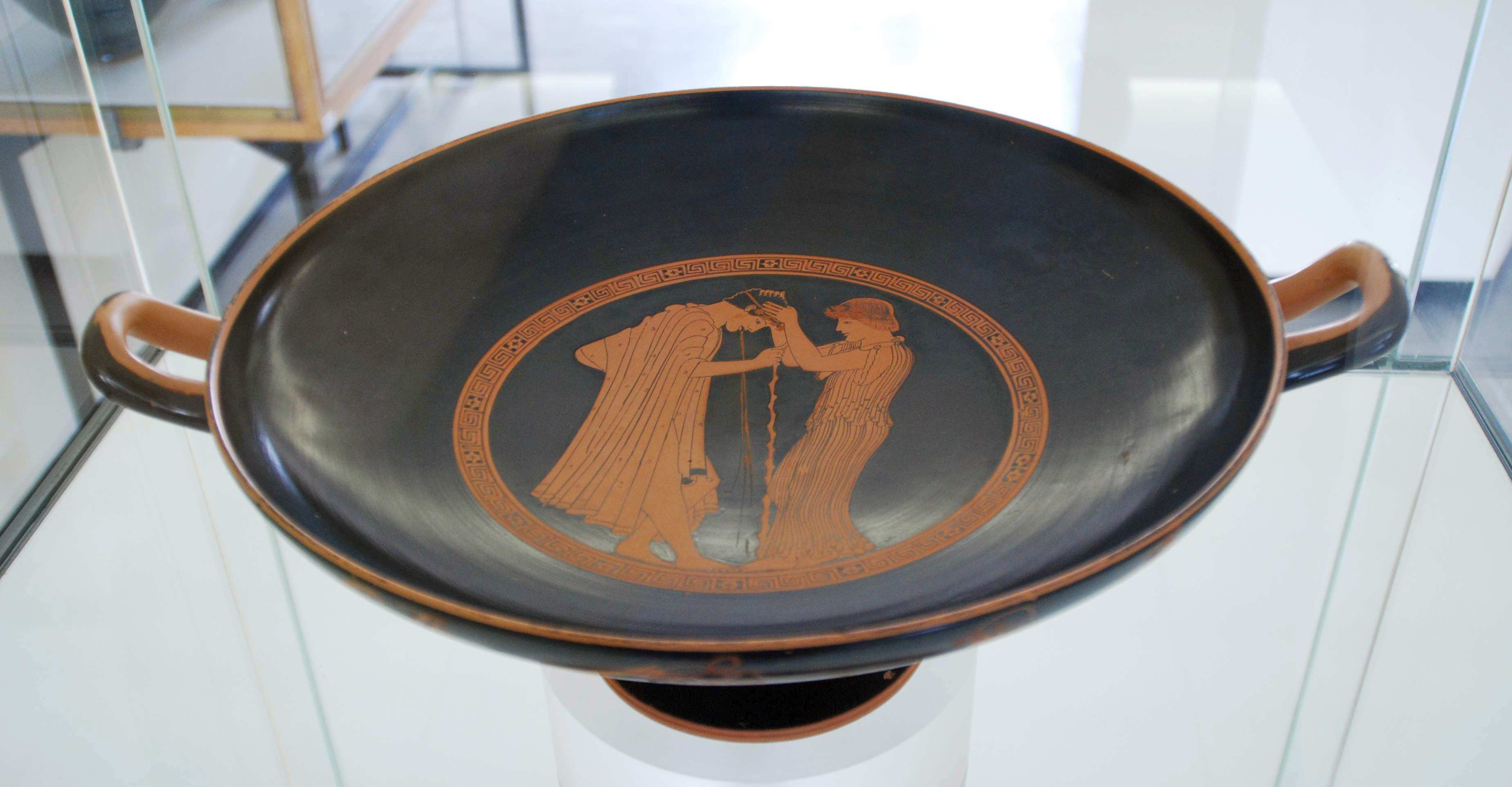
Die berühmte Würzburger Brygosschale kam mit der Sammlung Feoli in den Bestand.

Zunächst kam die Sammlung nicht zur Aufstellung, mit den Erträgen aus dem Stiftungskapital wurde auf einen Museumsbau gespart. Doch als 1872 Ludwig von Urlichs bei einem Aufenthalt in Rom erfuhr, dass mit der Sammlung Feoli die letzte große italienische Privatsammlung antiker Keramik eines Grundbesitzers, auf dessen Gelände antike etruskische Nekropolen ausgegraben wurden, zum Verkauf stand, wurde er aktiv. Da die Sammlung schnell veräußert und nicht auf das höchste Gebot gewartet werden musste, nutzte Urlichs die damals noch vergleichsweise moderne Technik des Telegrafierens und holte sich die Zustimmung zum Erwerb der etwa 480 Vasen umfassenden Sammlung beim Ministerium und nach einigem Zögern auch beim Universitätssenat in Würzburg. Auf einer Sondersitzung konnte eine Rede von Felix Dahn den Senat überzeugen, die Sammlung zu erwerben. Urlichs finanzierte den Ankauf zunächst privat zwischen. Zudem erwarb er schon 1860 aus Zinserträgen von Wagners Stiftungskapital die Sammlung von Wagners in Rom lebendem Freund, dem deutsch-niederländischen Maler Ludwig Brüls, die aus Gläsern, Gemmen, Vasen und Bronzen bestand. 1862 kam die in Athen zusammengetragene Sammlung des bayerischen Legationsrates von Faber hinzu, die vor allem aus attischen Reliefs und anderen, meist kleineren, Marmorwerken bestand.
Nach der Erwerbung der Sammlung Feoli wurde die Sammlung in der Universität ausgestellt, die zentrale Vitrine erhielt den Namen „der Tempel“. Danach wurden knapp 20 Jahre keine größeren Ankäufe mehr getätigt und auch keine größeren Geschenke übereignet. Karl Sittl erwarb 1892 die 300 Objekte umfassende Sammlung Margaritis für das Museum; die Sammlung umfasste vor allem griechische und kleinasiatische Terrakotten und griechische Vasen. Sittl erwarb auch weitere Stücke im Athener Kunsthandel und bis 1894 auch archäologische Funde aus Franken. Den Erwerb heimischen Materials beendete er, nachdem dafür 1894 der Fränkische Kunst- und Altertumsverein gegründet wurde. Er konnte im Westflügel der Universität auch weitere Räume hinzu gewinnen, um die gewachsene Sammlung besser ausstellen zu können.
Paul Wolters, Professor an der Universität Würzburg, leitete von 1900 bis 1908 die Sammlung und ordnete mit seinem Assistent Georg Hock die Inventare neu. Aus den 30 Altinventaren wurden nun zehn sachlich geordnete. Er konnte die Sammlung vor allem durch Schenkungen von Ägyptika durch den Egypt Exploration Account, die Deutsche Orient-Gesellschaft und Friedrich Wilhelm von Bissing sowie durch gezielte Ankäufe zum Schließen von Lücken bei der griechischen Keramik des späten 5. sowie 4. Jahrhunderts v. Chr. sowie durch unteritalischer Stücke erweitern. Vor allem Heinrich Bulle trieb den Ausbau der Abgusssammlung voran und stellte diese wie auch die antiken Skulpturen 1910 im zweiten Stock der Universität ebenso wie 1921 die Vasen im dritten Stockwerk neu auf. Für die Wirkung der Vasen und Terrakotten wurden die zuvor für das 19. Jahrhundert üblichen farbigen Hintergründe mattgelb bespannt und die Vitrinen dunkel angestrichen. Daneben wurden aber auch weiter Originale erworben, etwa die beiden berühmten Würzburger Theaterscherben. Zudem schloss er Lücken im Bestand der Keramiksammlung und erwarb geometrische, spätklassische und unteritalische Stücke. Nachdem während der Inflation in den 1920er Jahren das Stiftungskapital seinen Wert verloren hatte, warb Bulle sehr erfolgreich bei Mäzenen um Mittel, um Erwerbungen tätigen zu können. Der Ankauf der Theaterscherben wurden beispielsweise von Curt Elschner finanziert. Dank Bulles Interesse an der Geschichte des Griechischen Theaters wurden viele Stücke mit derartigem Bezug erworben, bis heute ist dieses Thema eines der zentralen Forschungsgebiete von Museum und universitärem Institut. Mit der Gründung des Fränkischen Luitpoldmuseums gelangten alle fränkischen Stücke der Sammlung als Leihgabe in das 1913 eröffnete neue Museum. Seit 1922 hatte die Antikensammlung wie auch die Neuzeitsammlung einen eigenen Kustos, zudem gab es schon seit 1911 einen „Präparator“ (Restaurator). 1932 verfasste Ernst Langlotz einen Katalog der Vasen. 958 Stücke beschrieb er ausführlich, zudem wurden sie auf 237 Tafeln abgebildet. Es war der zu diesem Zeitpunkt umfangreichste Katalog seiner Art überhaupt. Um die störenden Reflexionen beim Fotografieren zu verhindern, erfand er den „Würzburger Kasten“, der bis in die 1960er Jahre, als polarisierendes Licht Verwendung fand, genutzt wurde.

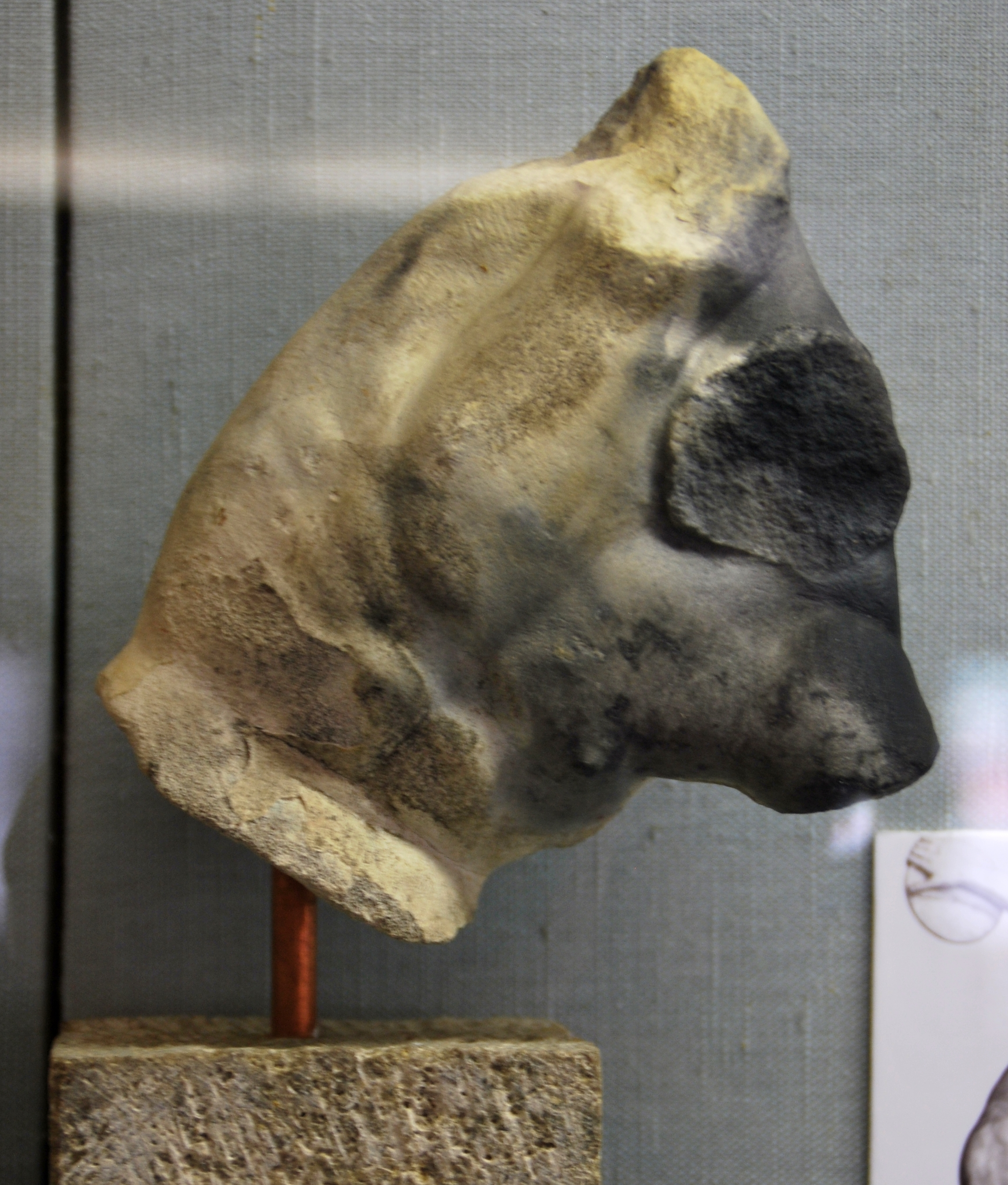
Torso einer Miniaturreplik von Myrons Diskobolos (Römische Kopie, 2. Jahrhundert).

Während des Zweiten Weltkrieges hatte die Sammlung schwere Verluste zu ertragen. Der Großteil der nicht aus der Universität ausgelagerten Bestände wurde beim verheerenden Bombenangriff am 16. April 1945 vernichtet. Die Abgüsse wurden von der einstürzenden Decke zerstört, im Keller gelagerte Bucchero-Vasen schmolzen wie auch Bronzen, Gläser, Gemmen und die Münzsammlung im Feuer. Auch etwa die Ägyptologika gingen in weiten Teilen verloren. Die in den Keller der Brauerei im Schloß Thüngen ausgelagerten Vasen blieben ebenfalls nicht unversehrt. Plünderer, die unter den Kunstschätzen reale Schätze vermuteten, zerstörten viele der Vasen, andere wurden gestohlen, ganze Kisten mit Vasen in Brand gesteckt. Dennoch überstand dieser Teil der Sammlung die Katastrophe am besten. Die Scherben wurden zusammengekehrt und in den folgenden Jahren in mühsamer Arbeit von Wolfgang Züchner und dem Restaurator Paul Lichtfuß restauriert. Hierbei entfernten sie auch falsche moderne Ergänzungen. Dank der Unterstützung von Franz Gottwalt Fischer konnten auch viele der verkohlten Vasen zurück gebrannt werden. Mit einer Wachsschicht wurden sie zudem vor Eisenoxydschäden geschützt. Die spätere Restauratorin Sabine Wandel benutzte dafür modernere Methoden. Im Verlauf der 1950er Jahre wurde so eine Vielzahl der Vasen wiederhergestellt. Damit einher ging ein zunehmendes Platzproblem, der Keller des ehemaligen Museums war nicht mehr ausreichend. Hans Möbius brauchte mehrere Jahre, bis er ein neues Domizil für die Sammlung erstritten hatte: die Residenz. Am 1. April 1963 wurde das Museum im Südflügel in mehreren aufeinander folgenden Räumen eröffnet. Es hatte einen festen Etat, hauptamtliches Personal und tägliche Öffnungszeiten.

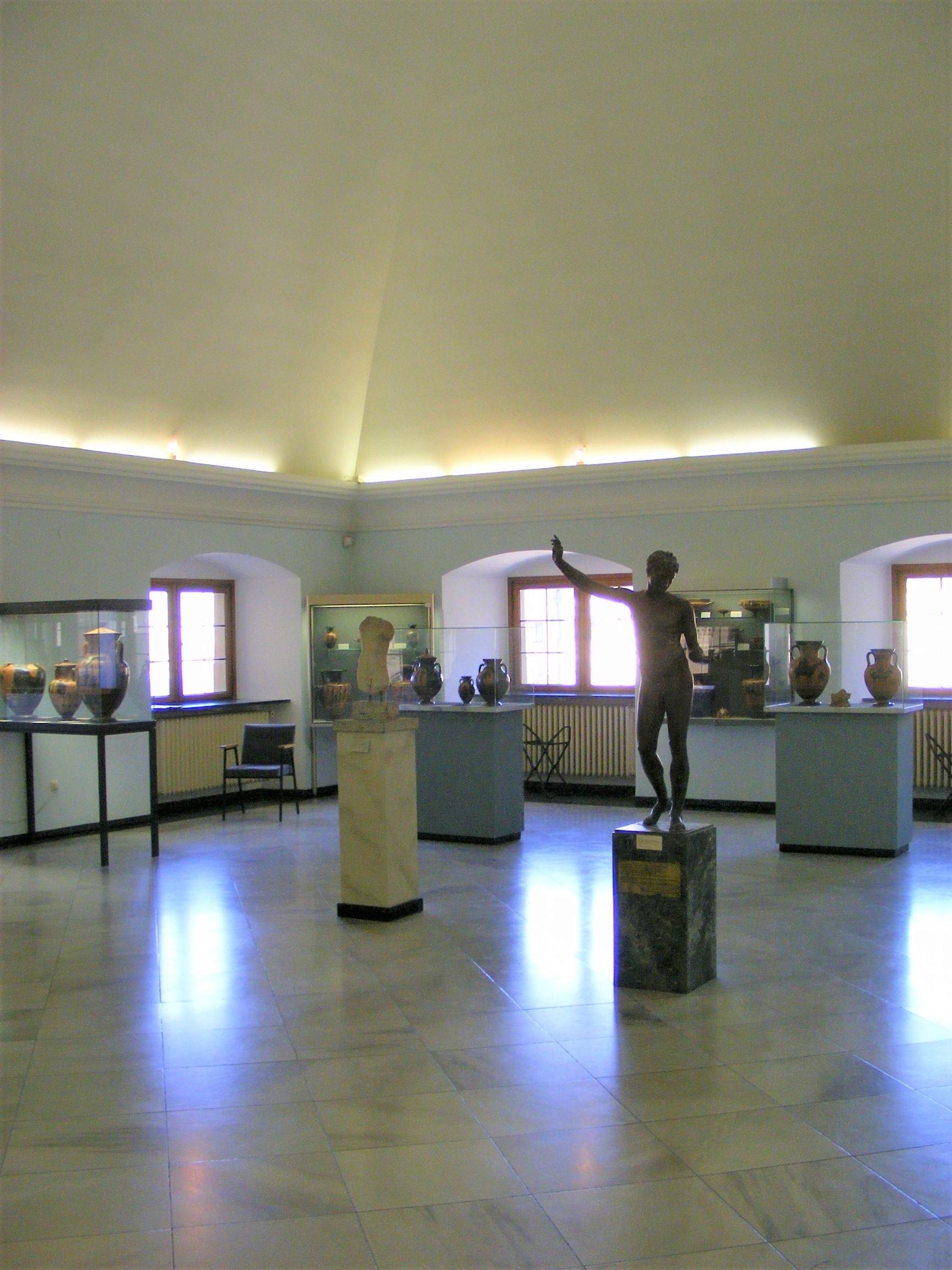
Blick in die 1963 eröffnete Sammlung, Saal D.

Auch in der Folgezeit wurde die Sammlung aus eigenen Mitteln sukzessiv erweitert, obwohl ein Großteil des Etats für den Unterhalt des Museums aufgewendet werden musste. 1966 kaufte Erika Simon mit dem Würzburger Vierjahreszeitenaltar von Giorgio Fallani in Rom die bedeutendste Skulptur der Sammlung an. Immer mehr war man nun aber auf Stiftungen und Leihgaben angewiesen. 1972 wurde aus Anlass des Jubiläums des Ankaufes der Sammlung Feoli vom Bayerischen Kultusministeriums ein ostgriechischer Dinos gestiftet. Weitere Stiftungen erfolgten unter anderem vom Universitätsbund Würzburg, dem Bankier Wilhelm Reuschel oder Irene und Peter Ludwig. 1982 erhielt das Museum mit der 2500 ägyptische, minoische und griechische Objekte umfassenden Sammlung von Alexander Kiseleff eine ausgesprochen bedeutende Privatsammlung als Schenkung. Auflage war hierbei, die Sammlung geschlossen zu belassen, dem mit der geschlossenen Präsentation in Raum 3 der Sammlung Rechnung getragen wurde. Mit der Sammlung konnten erstmals wie im Falle der Ägyptika nach den Kriegsverlusten mehrere Lücken in der Sammlung gefüllt werden. Von besonderer Bedeutung sind die Mumienporträts sowie die koptischen Stoffe. Weitere bedeutende Stiftungen seit den 1980er Jahren waren orientalische Bronzen von Paul und Ellen Doetsch, römische Gläser und Gemmen von Wolfgang Leydhecker sowie Hans-Joachim Schwerdhöfers Sammlung prähistorischer und spätantiker Stücke.
Die Sammlung wurde seit Mitte der 1970er Jahre mehrfach durch Führer in Buchform erschlossen. Der 1975 erschienene Führer durch die Antikenabteilung des Martin-von-Wagner-Museums der Universität Würzburg stellt noch alle ausgestellten Stücke kurz vor, ohne jedoch in ausreichender Zahl Bildmaterial anzubieten. Das änderte sich beim 1983 erschienenen Führer Werke der Antike im Martin-von-Wagner-Museum der Universität Würzburg, der allerdings nur noch 80 Nummern aufführt, diese aber ausführlicher und mit besserem und zum Teil auch farbigem Bildmaterial präsentiert. Auch der 2001 herausgebrachte Band Begegnungen mit der Antike. Zeugnisse aus vier Jahrtausenden mittelmeerischer Kultur im Martin-von-Wagner-Museum der Universität Würzburg zeigt wieder in 80 Katalognummern mit nun durchweg farbigen, hochwertigen Abbildungen einen Querschnitt durch die Stücke der Sammlung und schließt dabei auch neu erworbene Stücke etwa der Sammlung Kiseleff ein. Zudem sind die Objekte der Antikensammlung in Inventarbüchern erfasst. Diese werden seit Anfang des 20. Jahrhunderts gepflegt. Etwa zwei Drittel des Sammlungsbestandes sind auf Karteikarten erfasst. Eine Datenbank ist seit Anfang des Jahres 2009 im Aufbau und derzeit nicht öffentlich zugänglich. Die Digitalisierung der Bestände wurde 2008 gestartet. In etwa 80 Prozent des Bestandes ist fotografisch dokumentiert.

## Sammlung
Kern der Sammlung ist die Vasensammlung, die vor allem Stücke aus der Zeit von 1500 v. Chr. bis 300 n. Chr. umfasst und einen Schwerpunkt bei Stücken der Blütezeit der griechischen und insbesondere Attischen Keramik zwischen 560 und 300 v. Chr. legt.
Neben zum Teil schon erwähnten Kunstwerken können einige Stücke exemplarisch für die Sammlung genannt werden. Die Ägyptensammlung beherbergt beispielsweise ein rot bemaltes Schnurösengefäß mit einer seltenen Darstellung eines ägyptischen Schiffes. Die Kykladenkultur ist durch ein weibliches Kykladenidol repräsentiert. Aus der mykenischen Kultur beherbergt die Sammlung einen seltenen kostbaren Eberzahnhelm. Die etruskische Kultur ist mit mehreren typischen Werken der Keramik vertreten. Heraus ragen Werke mit Inschriften, hier besonders die Oinochoe des Mamarce. Zudem gibt es eine Pontische Amphora. Es gibt Werke der Ostgriechischen Keramik, darunter mehrere figürliche Askoi sowie einen Chiotischen Kelch. Herausragende Werke der Schwarzfigurigen Vasenmalerei sind eine Amphora mit einer päderastischen Szene des Phrynos-Malers, eine Droop-Schale aus der Werkstatt des Antidoros, eine Amphora mit Silenen als Winzer des Amasis, ein Dinos der Kampana-Gattung, die Phineus-Schale, eine Bauchamphora des Andokides, eine Halsamphora des Acheloos-Malers und eine Hydria des Priamos-Malers.
Die attisch-rotfigurige Vasenmalerei wird durch Stücke wie Bauchamphoren des Kleophrades-Malers und des Syleus-Malers, eine Spitzamphora mit der Darstellung des Herakles beim Streit um den delphischen Dreifuß des Berliner Malers, Trinkschalen des Antiphon-Malers, die bekannte Würzburger Brygosschale des Brygos-Malers, des hochklassischen Meisters Duris, des Jenaer Malers, ein den Tyrannenmord zeigenden Stamnos, der lange dem als Kopenhagen-Maler bekannten Syriskos zugeschrieben wurde repräsentiert. Auf einer Pelike des Niobiden-Malers erscheinen Boreas und Oreithyia. Eine Halsamphora des Hermonax zeigt einen Kriegerabschied, eine Schnabelkanne des Polion einen auf einem Delphin reitenden Eros. Ein musisches Vexierbild des Christie-Malers wird auf einem Kelchkrater gezeigt. Die Namenvase des Malers der Würzburger Ammymone zeigt auf einem Glockenkrater ein Satyrspiel.
Die bedeutendsten Stücke der Unteritalischen Keramik sind die berühmten Theaterscherben, die dem Konnakis-Maler und seinem Umkreis, bedeutenden Vertretern der Gnathiakeramik zugeschrieben werden. Rotfigurige Keramik wird unter anderem dem Unterwelt-Maler zugeschrieben. Den Abschluss bemalter Keramik bildet eine Hâdra-Hydria.

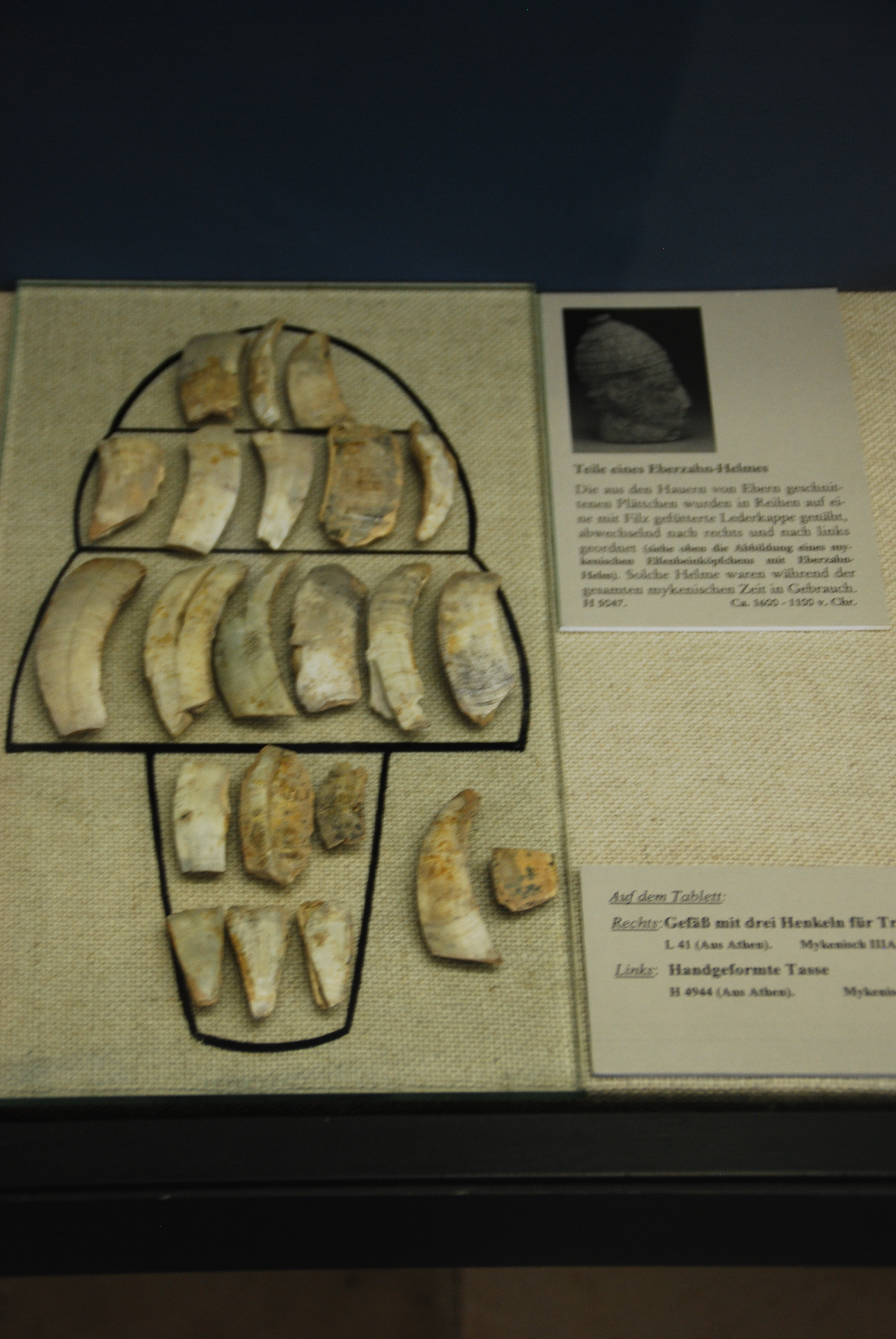
Mykenischer Eberzahnhelm
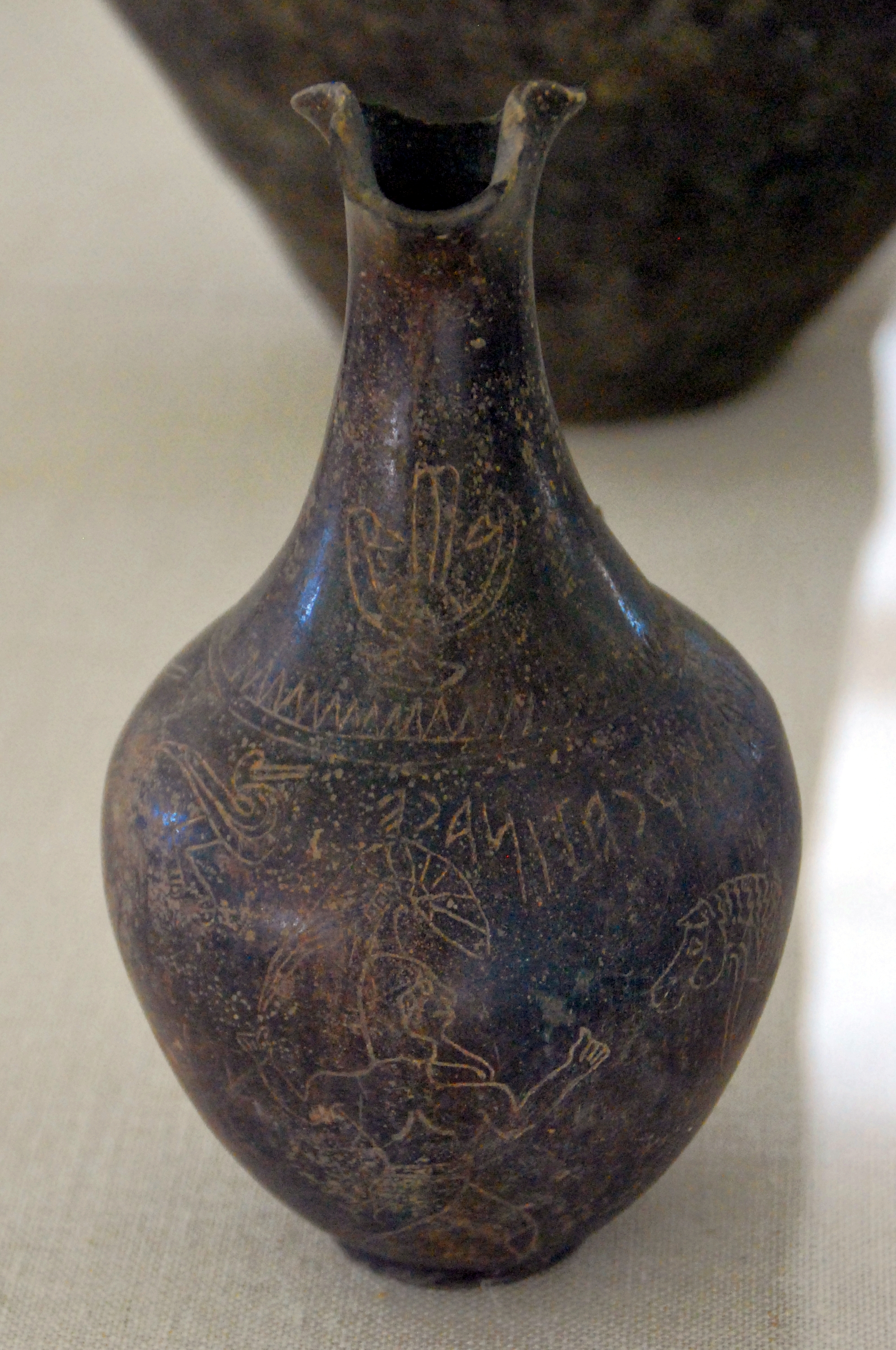
Etruskische Impasto-Oinochoe des Mamarce
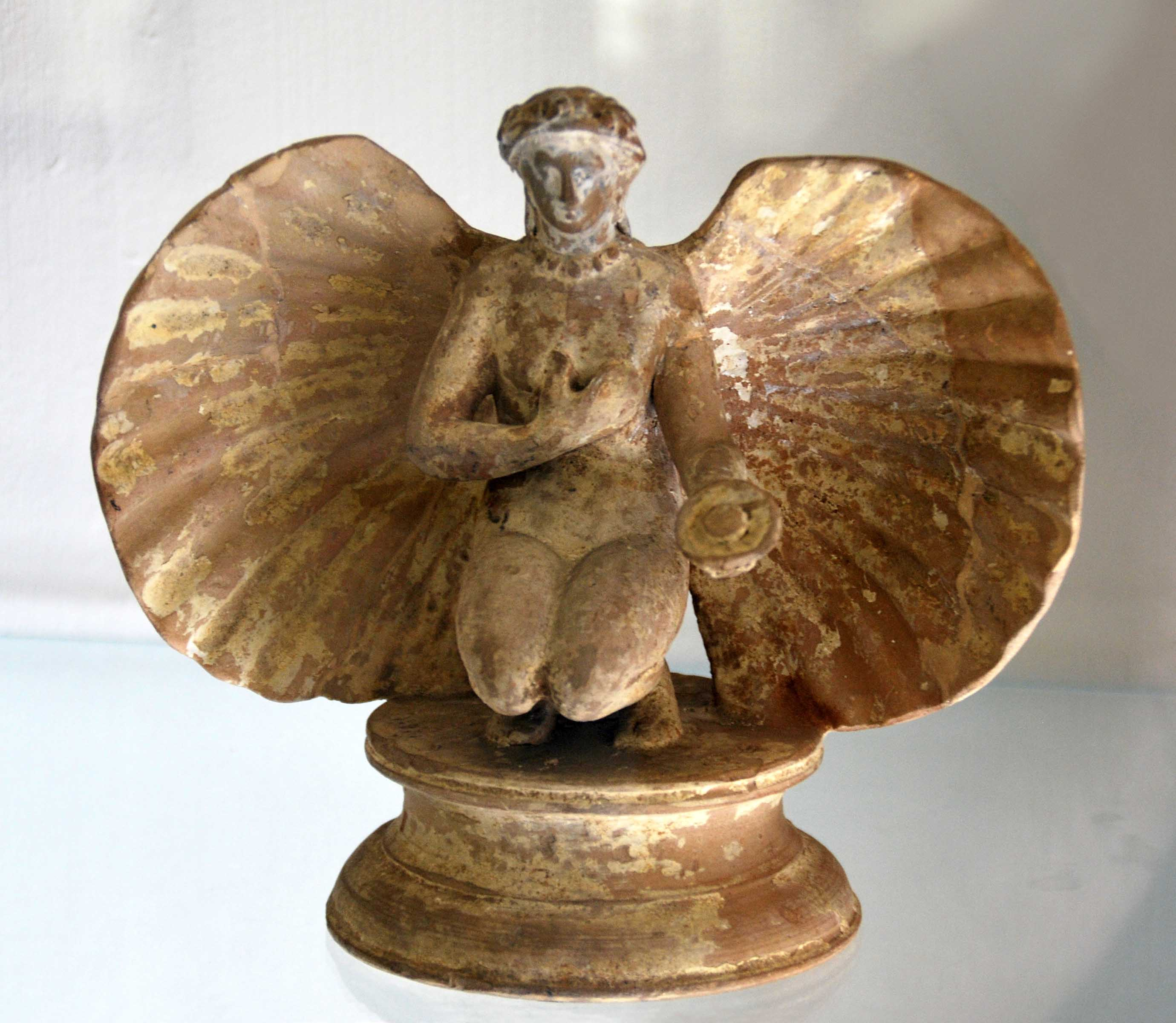
Terrakotta mit der Geburt der Aphrodite aus der Muschel (Unteritalisch, 4. Jahrhundert v. Chr.)
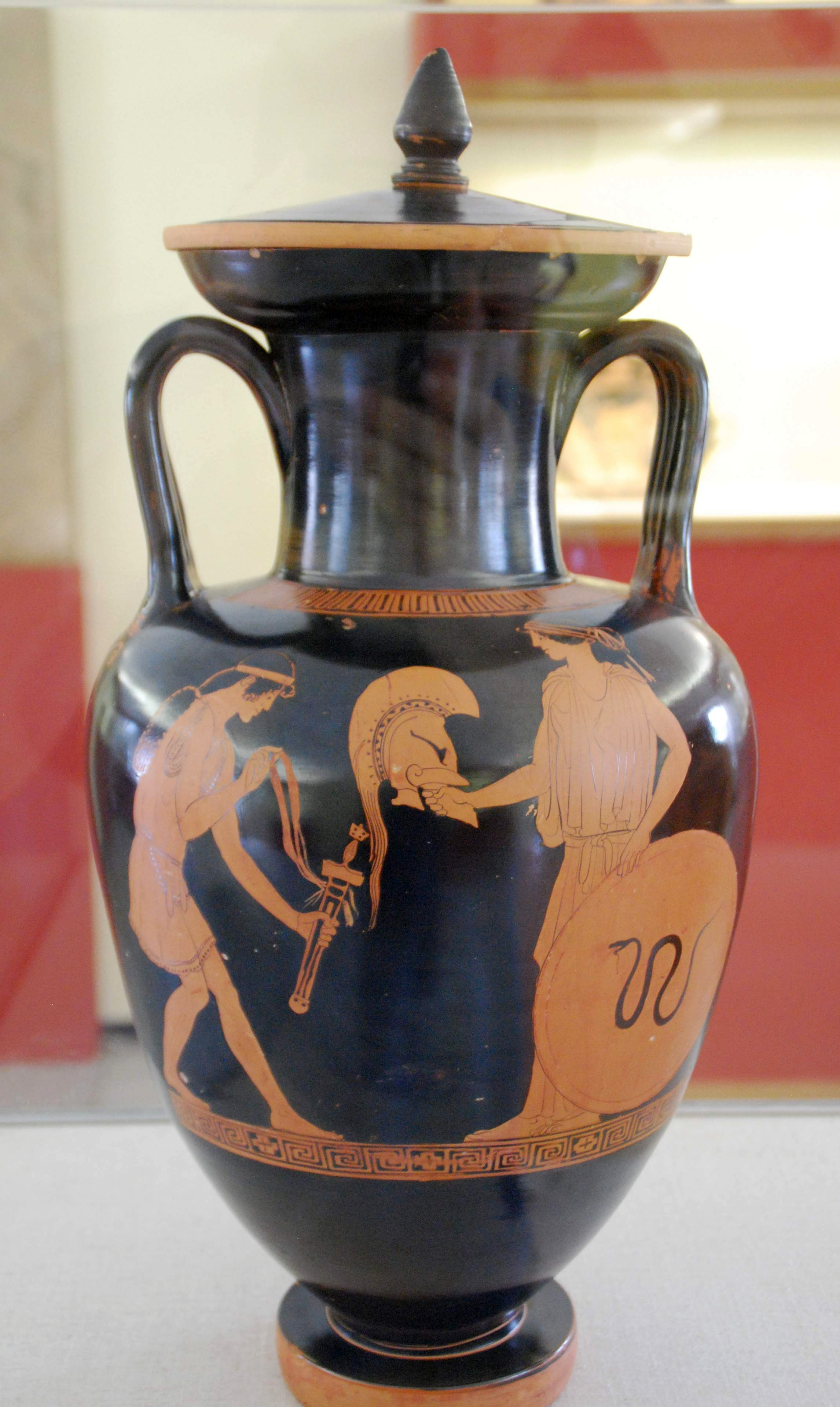
Attisch-rotfigurige Amphora des Hermonax in Würzburg
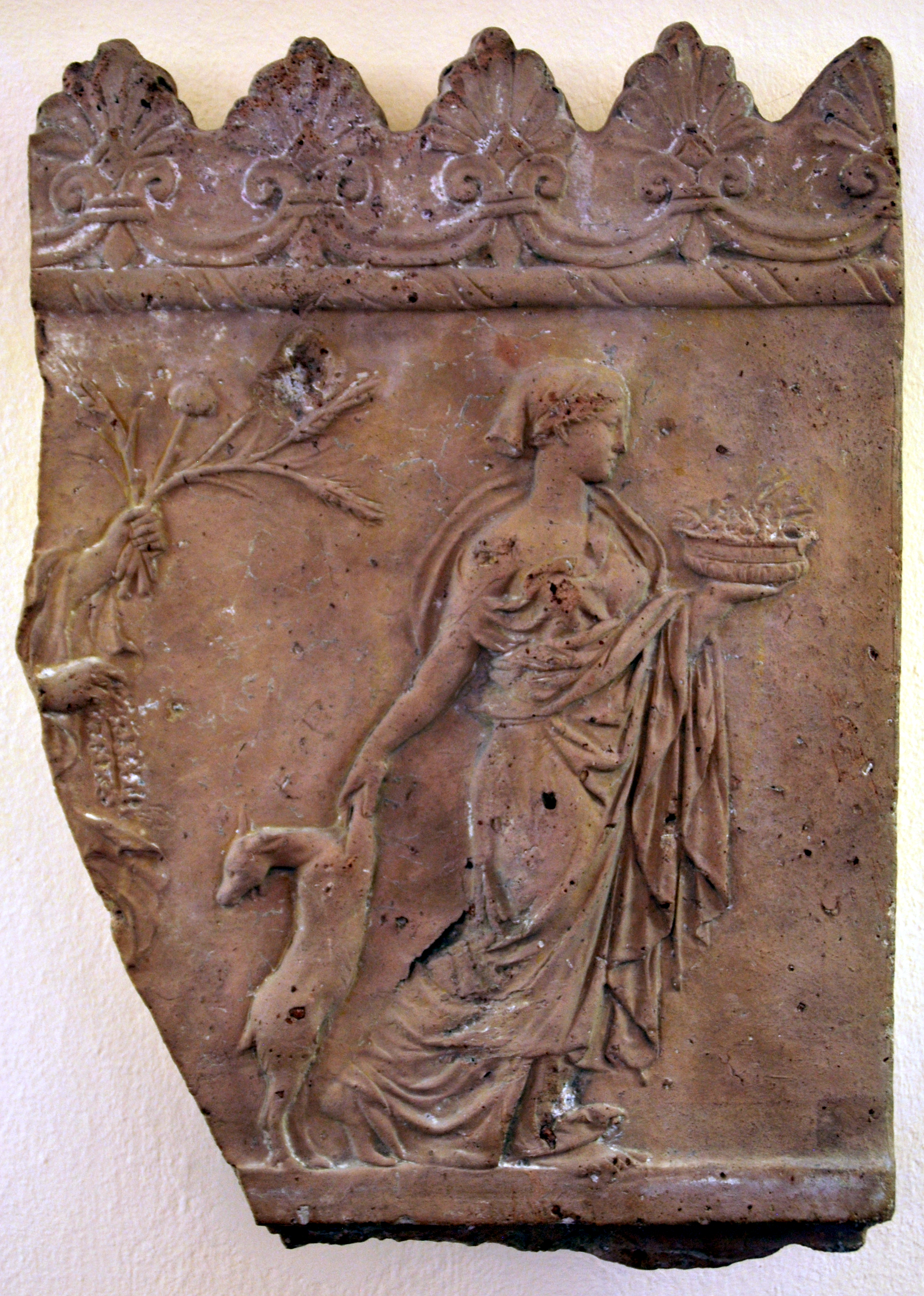
Campanarelief, eine Frühlings-Hore zeigend (1. Hälfte 1. Jahrhundert)
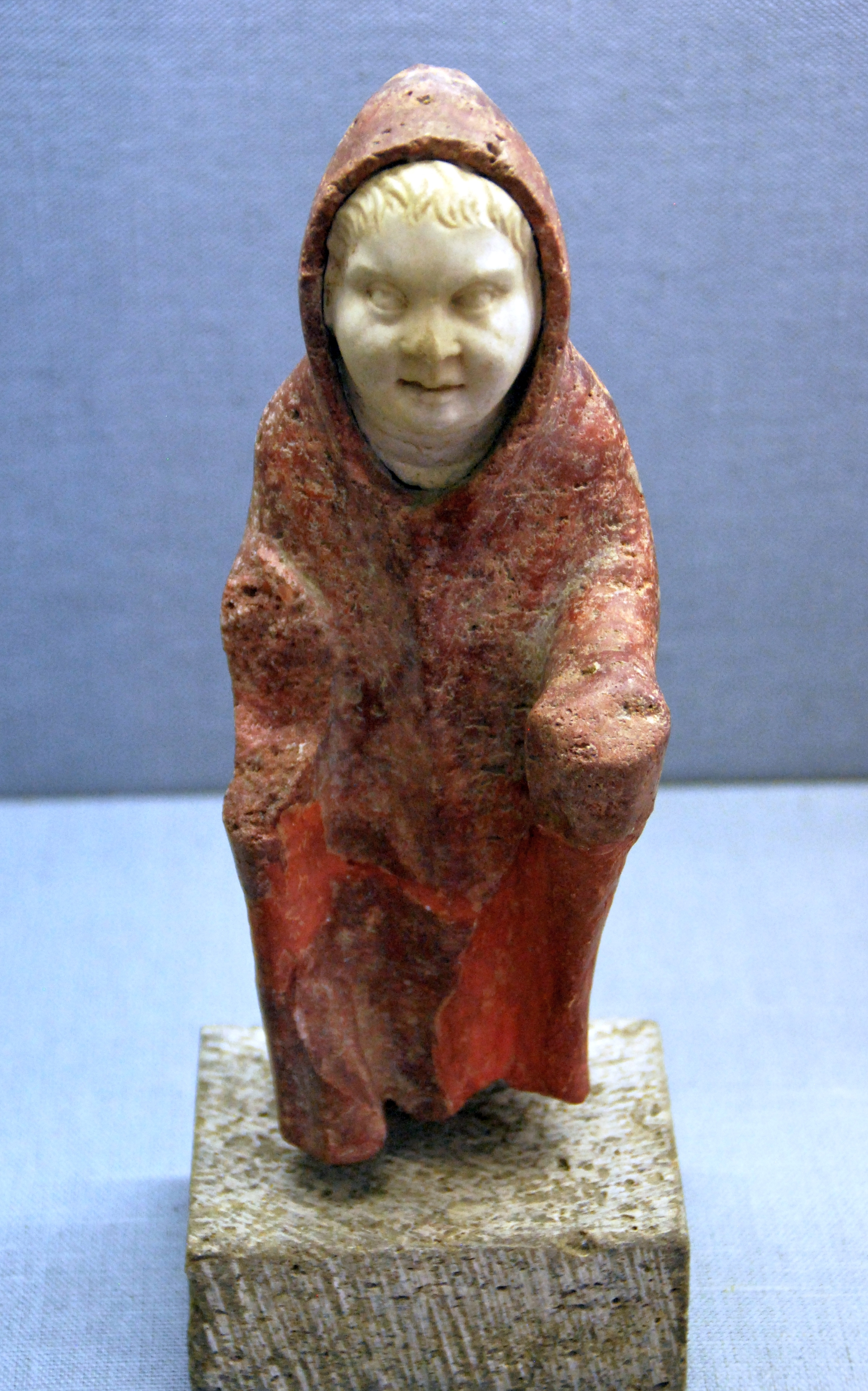
Römische Statuette des Telesphoros (3. Jahrhundert)

## Sonderausstellungen
Sonderausstellungen der Antikensammlung beziehungsweise Sonderausstellungen mit Antikenbezug
- 1995: Luxusgeschirr keltischer Fürsten. Griechische Keramik nördlich der Alpen (Sonderausstellung des Mainfränkischen Museums Würzburg in Verbindung mit der Antikenabteilung des Martin-von-Wagner-Museums der Universität Würzburg und der Prähistorischen Staatssammlung München)
- 1996: Sport in der Antike. Wettkampf, Spiel und Erziehung im Altertum
- 1997: Mythen und Menschen. Griechische Vasenkunst aus einer deutschen Privatsammlung
- 1999: Goethe, die Antike und Martin von Wagner
- 1999/2000: Pferdemann und Löwenfrau. Mischwesen der Antike. Mit Virtueller Galerie
- 2001: Der Hildesheimer Silberschatz in galvanoplastischen Nachbildungen der Württembergischen Metallwarenfabrik (WMF)
- 2001: Sportler in der Antike
- 2001/2002: Musik und Tanz im alten Griechenland
- 2002: Schrift, Sprache, Bild und Klang. Sonderausstellung anlässlich des 600-jährigen Universitätsjubiläums der Universität
- 2003: Die Griechen und ihre Nachbarn
- 2003: Gehegt, gejagt, geopfert. Tiere im antiken Griechenland
- 2003/2004: An die Mächte der Natur. Lebenswelt und Mythen der altperuanischen Nasca-Indianer
- 2003/2004: Das halbe Leben ein Fest. Alltag im antiken Athen
- 2004: Marie Luise Kaschnitz. Ausstellung zum 30. Todestag am 10. Oktober 1974
- 2005: Menschen, Masken, Rituale. Alltag und Kultur vor 7000 Jahren in der prähistorischen Siedlung von Uivar, Rumänien
- 2005/2006: Im Zeichen des Dionysos. Chöre, Masken und Maschinen. Theater in der Antike
- 2006: Herakles – Herkules: „Superman“ der Antike. Bilder seiner Taten
- 2006/2007: Die Etrusker. Jenseitsvorstellungen und Ahnenkult
- 2007: Freunde, ich habe einen Tag verloren. Rom zur Zeit des Kaisers Titus
- 2007: Wahre Helden? Honoré Daumier und die Antike
- 2007/2008: Johann Martin von Wagner – Künstler, Sammler und Mäzen (mit der Gemäldegalerie)
- 2008: Hermes – Merkur. Metamorphosen eines Gottes von der Antike zur Moderne
- 2008/2009: Gold, Weihrauch, Myrrhe. Die Gaben der Heiligen Drei Könige und ihre Bedeutung in der Antike
- 2009: Kohle Spuren. Studentische Zeichnungen in der Antikensammlung
- 2009/2010: Morde, Rache und Versöhnung. Antikes Theater und politische Geschichte
- 2011: Athen mit den Augen des Aristophanes und des Menander
- 2011: Hochkultur Mykene
- 2011/2012: Versöhnte Götter – Neue Zukunft
- 2011/2012: 2000 Jahre antikes Glas. Schmuck und Alltagsgerät
- 2011/2012: KultOrte. Mythen, Wissenschaft und Alltag in den Tempeln Ägyptens
- 2012/2013: Der Bullenheimer Berg im Fokus moderner Methoden der Archäologie
- 2013/2014: GRiechisch–ÄgYPTISCH. Tonfiguren vom Nil
- 2015: Zu Gast bei der Königin von Saba – Archäologische Funde und Forschungen im antiken Südarabien
- 2015/2016: AugenBlicke. Das Sehen in der Bildenden Kunst von Alt-Ägypten bis zur Moderne
- 2016: Herakles in Neuseeland. Bilder von Marian Maguire (Gemäldegalerie)
- 2016/2017: Ninive. Bilder aus Sanheribs „Palast ohnegleichen“
- 2018: Ovid. Amor fou – Zwischen Leidenschaft und Lächerlichkeit (Gemäldegalerie)
- 2019/2020: Mus-Ic-On! Der Klang der Antike
- 2020: Im Netz des Sichtbaren (Gemeinschaftsausstellung der vier Universitätssammlungen)

## Mitarbeiter
Zunächst war die Leitung des Museums in Personalunion mit dem Lehrstuhl für Klassische Archäologie verbunden. Die Liste der Kuratoren ist unvollständig, die Bezeichnungen für diese Funktion können im Laufe der Zeit variiert haben und beispielsweise auch (wissenschaftlicher) Hilfsarbeiter, (wissenschaftlicher) Assistent, Konservator, oder Kustos lauten. Nachdem 2014 die Direktorenstelle vom Lehrstuhl getrennt wurde und die Kuratorenstelle in die Direktorenstelle über ging, entfiel die Kuratorenstelle.
| Direktoren - 1859–1889: Ludwig von Urlichs - 1889–1899: Karl Sittl - 1900–1908: Paul Wolters - 1908–1935: Heinrich Bulle - 1936–1941: Reinhard Herbig - 1943–1963: Hans Möbius - 1964–1994: Erika Simon - 1994–2011: Ulrich Sinn - 2011–2014: Matthias Steinhart - seit 2014: Jochen Griesbach | Kuratoren - Johannes Sieveking - 1925–1931: Ernst Langlotz - 1931–1936: Walter Hahland - 1960–1993: Guntram Beckel - 1993–2012: Irma Wehgartner - 2011–2014: Jochen Griesbach |